# Heinz Keller (Künstler)
Heinz Keller (* 29. November 1928 in Winterthur; † 29. September 2019 ebenda) war ein Schweizer Künstler. Er schuf rund 800 Holzschnitte, malte Aquarelle und illustrierte Bücher.

## Leben
Kellers Vater war Landwirt; er betrieb den Hof der kantonalen Heil- und Pflegeanstalt Winterthur-Wülflingen, auf dem Heinz aufwuchs. Er absolvierte von 1945 bis 1949 eine Lehre als Grafiker-Lithograf bei der Firma Meyerhofer & Co in Winterthur. Anschliessend besuchte er die Fachklasse Grafik der Kunstgewerbeschule Zürich. Von 1950 bis 1962 arbeitete er als Gebrauchsgrafiker in einer Winterthurer Druckerei, anschliessend als freiberuflicher Holzschneider und Maler.  
Im Jahre 1958 fand seine erste Einzelausstellung in der Galerie ABC in Winterthur statt. Keller trat 1960 der internationalen Vereinigung der Holzschneiderinnen und Holzschneider Xylon bei und nahm in der Folge regelmässig an den internationalen Xylon-Triennalen teil. Mit Heinz Engel und Walter Kerker war er 1961 Mitbegründer der Zeitschrift Xylon, die Originalholzschnitte im Format 49,5 × 34,5 cm publizierte. Von 1964 bis 1981 unternahm Keller mehrere Reisen nach Jugoslawien und Rumänien; der Balkan wurde in der Folge zu einem wichtigen Thema in seinem Schaffen. Im Jahr 1976 gründete er mit seiner Frau den Verlag Sonnenberg Presse, Winterthur, in dem eigene Schnittfolgen in Büchern und Mappenwerken erschienen. Seit etwa 1990 entstanden neben den bisherigen schwarz-weissen Holzschnitten auch farbige Blätter und Aquarelle. Keller erhielt verschiedene Studien- und Werkbeiträge, Kunstpreise und Auszeichnungen.
Heinz Keller war seit 1955 mit Sylvia Keller verheiratet. Zusammen hatten sie zwei Söhne. 2023 wurde der gemeinnützige «Verein Atelier und Werk Heinz Keller» gegründet.

## Werke (öffentlich zugänglich)
- Kirchgemeindehaus Winterthur-Seen, Wandbild im Eingangsbereich seit 1971, bestehend aus vier auswechselbaren Bildtafeln (300 × 100 cm, mehrfarbige Holzschnitte auf Leinen) zu den Themen «Weihnacht», «Kreuzigung», «Auferstehung», «Pfingsten»
- Postfiliale Winterthur-Seen, Wandbild in der Schalterhalle seit 1986, bestehend aus fünf farbig schablonierten Holzschnitt-Tafeln (190 × 60 cm), zum Thema «Die Sterntaler»

## Ausstellungen
- 1958: Galerie ABC Winterthur
- 1965: KunstHAUS Chur, «Schweizer Künstler malen und zeichnen in Graubünden»
- 1978: Kunstverein Langnau im Emmental
- 1980: Kunstwoche Köniz, «Fritz Pauli und sein Kreis»
- 1981: Gewerbemuseum Winterthur, erste Gesamtschau der Holzschnitte
- 1985: Grafische Sammlung der ETH Zürich, «Der moderne Schweizer Holzschnitt»
- 1986: Bibliothek der Universität Basel, «Das kostbare Buch heute»
- 1988: Städtische Galerie im Neuen Rathaus, Bielefeld
- 1993: The First International Print Biennial, Maastricht
- 1993: Gewerbemuseum Winterthur, «Heinz Keller, Holzschnitt 1951–1993»

## Auszeichnungen
- 1967: Carl-Heinrich-Ernst-Kunstpreis, Winterthur
- 1971: Bronzemedaille für die Holzschnittfolge «Weihnachten im Weinland» an der Internationalen Buchkunst-Ausstellung in Leipzig

## Buchillustrationen
- Mehl statt Pulver – eine Revolution ohne Gewehre. Eine Bildergeschichte in zehn Holzschnitten. Holzschnitte: Heinz Keller; Text: Fritz Koch. Winterthur: Konsumverein Winterthur, 1967.
- «...ich glaube nicht, dass du eingespärrt wirst...». Erzählt, gezeichnet und in Holz geschnitten von Heinz Keller. Winterthur: Sonnenberg Presse, 1976.
- Heidi Keller: Aus verborgener Mitte. Gedichte. Mit Holzschnitten von Heinz Keller. Erlenbach-Zürich: Rotapfel, 1977.
- ...und er allein stumm! Gesichter aus der Anstalt. In Holz geschnitten und vorgestellt von Heinz Keller. Winterthur: Sonnenberg Presse, 1978.
- Ballade vom armen Bärenführer und von der schönen Tochter des Polizeiwachtmeisters. Ein Zigeuner in Serbien hatte dieses Lied gesungen; Heinz Keller schuf dazu 15 Holzschnitte. Winterthur: Sonnenberg Presse, 1979.
- Ein Totentanz, vierundzwanzig Holzschnitte. Winterthur: Sonnenberg Presse, 1985.
- Die Dreigroschenoper. 15 Holzschnitte von Heinz Keller zu der Oper von Bert Brecht. Winterthur: Sonnenberg Presse, 1987.
- Hiob. Zwölf Holzschnitte von Heinz Keller. Texte aus dem Buch Hiob; ausgewählt und bearbeitet von Susanne Kramer. Winterthur: Sonnenberg Presse, 1988.
- Nacht über Bosnien. Winterthur: Sonnenberg Presse, 1995 [fünfzehn Holzschnitte. Zeitungsberichte].
- In London unterwegs. Winterthur: Sonnenberg Presse, 2001 [21 Holzschnitte].
- Underground. In zehn Holzschnitten als Parabel erzählt von Heinz Keller. Winterthur: Sonnenberg Presse, 2006.